# Bellona (1782)
För andra betydelser, se Bellona.
Bellona var en fregatt som byggdes 1782 i Karlskrona. Hon var ett typfartyg för ett tiotal fregatter, samtliga bestyckade med 40 kanoner, som byggdes under ledning av Fredrik Henrik af Chapman. Hon sträcktes den 18 juli 1782 och sjösattes den 9 november samma år på Karlskrona örlogsvarv.

## Historik
Det byggdes totalt tio fregatter efter Bellonas ritning: Minerva, Venus, Diana, Fröja, Thetis, Camilla, Galathe, Eurudice och Zemire. Hon provseglades året 1783 i Östersjön, 1786 seglade hon i Nordsjön, 1791 begav hon sig på långresa till Marocko. 1797 seglade Bellona till Pommern och året därpå deltog hon i en konvoj till Nordsjön.
År 1801 seglade hon i en Östersjöexpedition. 1807 deltog hon åter i en konvojexpedition, denna gång till den tyska kusten. År 1808 deltog hon i Återtagandet av Gotland och var samma år med i strider mot Ryssland i Finska viken. Efter en expedition till Västerbotten seglade Bellona med ett antal fartyg söderut. Den 12 september 1809 strax norr om Öregrund utanför Djursten på Gräsö, grundstötte hon med så våldsam kraft att hon betraktades som förlorad. Last och besättning överfördes till de andra fartygen, däribland fregatten af Chapman.
En del bärgningsförsök har gjorts av Bellona. På 1930-talet sprängde man akterskeppet och tog sannolikt en del timmer i samband med detta. År 1954 bärgade lotsverket ett roder på 9,5 x 1,75 meter, detta finns nu bevarat i Sjöhistoriska museets samlingar. År 1961 gjordes ytterligare bärgningar av två kanoner, dessa finns på hembygdsgården i Öregrund.

## Fartygschefer
- 1791 - Måns von Rosenstein